# Abraham Johannes de Smit van den Broecke
Abraham Johannes de Smit van den Broecke (Aardenburg, 13 mei 1801 - Oost-Souburg, 1 januari 1875) was een Nederlands militair en conservatief politicus.
Hij was een Zeeuwse marineofficier, die in 1846 deel nam aan de eerste expeditie naar Bali. Hij werd, toen hij kapitein ter zee was, minister van Marine in het kabinet-Van Hall-Donker Curtius. Hij was de zoon van de burgemeester van Aardenburg. De Smit van den Broecke kwam als minister in conflict met de Tweede Kamer over de bouw van een drijvend dok. Na zijn aftreden werd hij directeur van de Marine-instituten in Vlissingen en Den Helder.